# Mieczysław Timme
Mieczysław Eugeniusz Timme (ur. 31 grudnia 1892 w Pruszkowie, zm. ?) – kapitan piechoty Wojska Polskiego.

## Życiorys
W czasie I wojny światowej służył w 2 Pułku Ułanów Legionów Polskich, a następnie działał w Polskiej Organizacji Wojskowej , uzyskując w tej organizacji stopień oficera POW. 4 marca 1919 został przyjęty do Wojska Polskiego z dniem 1 grudnia 1918 i mianowany podporucznikiem piechoty. Od 3 stycznia do 21 marca 1919 był uczniem klasy „L” Szkoły Podchorążych.
26 kwietnia tego roku został przydzielony do 1 Pułku Piechoty Legionów. 1 czerwca 1921 pełnił służbę w Szkole Podchorążych Piechoty w Warszawie, a jego oddziałem macierzystym był nadal 1 Pułk Piechoty Legionów. 3 maja 1922 został zweryfikowany w stopniu porucznika ze starszeństwem z 1 czerwca 1919 i 576. lokatą w korpusie oficerów piechoty. Później został przeniesiony do 25 Pułku Piechoty w Piotrkowie. 1 grudnia 1924 został mianowany kapitanem ze starszeństwem z 15 sierpnia 1924 i 178. lokatą w korpusie oficerów piechoty. W sierpniu 1929 został zwolniony z zajmowanego stanowiska i oddany do dyspozycji dowódcy Okręgu Korpusu Nr IV. Z dniem 31 marca 1930 został przeniesiony w stan spoczynku.

## Ordery i odznaczenia
- Krzyż Niepodległości (4 lutego 1932)[13]
- Krzyż Walecznych (czterokrotnie)[14][15]
- Medal 10 Rocznicy Wojny Niepodległościowej (Łotwa)[16]